# ويليام ميلر (رجل دين)
ويليام ميلر (بالإنجليزية: William Miller)‏ هو رجل دين أسترالي، ولد في 1815، وتوفي في 1874.